# Youma Diakite
Youma Diakite (Kayes, 1º maggio 1971) è un'ex modella, personaggio televisivo e attrice maliana.

## Biografia
Dopo aver vissuto in Mali sino all'età di 7 anni, si è trasferita con la famiglia a Parigi, dove si è diplomata al liceo e iscritta alla facoltà di economia. A 18 anni viene notata da un talent scout della Benetton, che la ritrae per una delle celebri campagne del marchio. Questa esperienza la introduce nel mondo della moda, nel quale avrà un successo come modella, per le misure perfette (88-61-91) e per la somiglianza fisica con Naomi Campbell. Così in breve tempo sfila per Versace, Armani, Donna Karan, Dolce & Gabbana e altri importanti stilisti. Dal 1998 vive principalmente a Milano (ma spesso si trasferisce anche a Parigi e New York), impegnata in progetti televisivi e cinematografici.
Ha una relazione di lungo corso con l'imprenditore Fabrizio Ragone, con il quale ha avuto il figlio Mattia nel 2014.

### Televisione
Il primo impegno televisivo in Italia la vede nel cast di Buona Domenica di Maurizio Costanzo, dal 1999. Successivamente ottiene la prima conduzione televisiva in una produzione Sky dedicata alla moda e al costume, Barbarella. Poi arrivano le partecipazioni a fiction, tra le quali un ruolo da coprotagonista in Magia nera, il quarto e ultimo episodio della prima stagione de L'ispettore Coliandro.
Nell'autunno del 2004 affianca Enrico Papi nel quiz televisivo Il gioco dei 9, in onda su Italia 1. Nel 2005 partecipa come concorrente al talent show Ballando con le stelle, condotto da Milly Carlucci su Rai 1, in coppia con il maestro di ballo Giuseppe Albanese. Dal 24 marzo 2010 è protagonista di sei puntate del format televisivo Sailing Woman, in onda sul canale Yacht & Sail (canale 430 Sky). Nel 2011 affianca Checco Zalone nel varietà di Canale 5, Resto Umile World Show.
Nell'inverno del 2019 è tra i concorrenti del reality di Canale 5 L'isola dei famosi. Il 12 aprile 2019 prende parte alla quinta puntata di Ciao Darwin, in qualità di capitano della squadra Belli.
L'11 febbraio 2020 è ospite della quinta puntata della trasmissione La pupa e il secchione - E viceversa, trasmessa da Italia 1 con la conduzione di Paolo Ruffini: svolge il ruolo di giudice nella prova di grammatica.

### Cinema
Il primo personaggio interpretato da Diakite al cinema è quello di Brigitte in E adesso sesso di Carlo Vanzina, nel 2001. Nel 2002 arriva un'apparizione in Fratella e sorello, ultimo film di Sergio Citti. Nello stesso anno ottiene alcune pose in Casomai di Alessandro D'Alatri e nel 2004 nella produzione hollywoodiana Ocean's Twelve.

## Filmografia

### Cinema
- E adesso sesso, regia di Carlo Vanzina (2001)
- Casomai, regia di Alessandro D'Alatri (2002)
- Fratella e sorello, regia di Sergio Citti (2004)
- Ocean's Twelve, regia di Steven Soderbergh (2004)
- Oliviero Rising, regia di Riki Roseo (2007)
- Teen Star Academy, regia di Cristian Scardigno (2016)
- John Wick - Capitolo 2 (John Wick: Chapter 2), regia di Chad Stahelski (2017)
- Preludio, regia di Stefania Rossella Grassi e Tommaso Scutari – cortometraggio (2019)
- Wonderwell, regia di Vlad Marsavin (2020)

### Televisione
- L'ispettore Coliandro – serie TV, episodio 1x04 (2004)
- Distretto di Polizia – serie TV, episodio 7x11 (2007)
- La narcotici – serie TV, 3 episodi (2011)
- Squadra antimafia - Palermo oggi – serie TV, episodio 3x02 (2011)

## Programmi TV
- Buona Domenica (Canale 5, 1999-2000) - opinionista
- Barbarella (Sky, 2000)
- Il gioco dei 9 (Italia 1, 2004) - valletta
- Ballando con le stelle 2 (Rai 1, 2005) - concorrente
- Sailing Woman (Yatch & Sail, 2010)
- Resto umile World Show (Canale 5, 2011) - co-conduttrice
- 32° The Look of the Year (World Fashion Channel, 2015)
- All Together Now (Canale 5, 2018-2019) - giurata d'eccezione
- L'isola dei famosi 14 (Canale 5, 2019) - concorrente
- Ciao Darwin (Canale 5, 2019)
- La pupa e il secchione - E viceversa (Italia 1, 2020) - ospite